# Marius von Mayenburg
Marius von Mayenburg (München, 1972. február 21. –) német drámaíró, rendező és dramaturg.

## Tanulmányai, pályafutása
Mayenburg először régi német irodalmat hallgatott Münchenben és Berlinben, majd 1994-től drámaírást tanult a Berlini Művészeti Egyetemen. Első darabját, a Haarmannt 1996-ban mutatták be először a Barackéban (Berlini Német Színház). Az 1997-ben írt Feuergesicht volt az első jelentős műve. A darabot a következő évben a Münchner Kammerspielében mutatták be. 1999 óta a berlini Schaubühne rendezője, dramaturgja és állandó szerzője.

## Művei
- Haarmann (1996)
- Fräulein Danzer (1996)
- Monsterdämmerung (1997)
- Feuergesicht (1997)
- Parasiten (1999)
- Das kalte Kind (2002)
- Fräulein danzer (2003)
- Eldorado (2004)
- Turista (2005)
- Augenlicht (2006)
- Der Häßliche (2007)
- Der Hund, die Nacht und das Messer (2008)
- Der Stein (2008)
- Perplex (2010)
- Märtyrer (2012)
- Stück Plastik (2015)
- Mars (2019)

### Magyarul
- Lángarc; ford. Rácz Erzsébet; in: Színház, 2000/jan.
- A hideg gyermek; ford. Veress Anna; in: Az arab éjszaka. Kortárs német drámaírók antológiája; vál., szerk. Szilágyi Mária; OSZMI–Creatív Média, Bp., 2003

## Magyar nyelvű előadások
| Magyar cím      | Eredeti cím    | Fordító                   | Színház                                                       | Év                       | Rendező           |
| --------------- | -------------- | ------------------------- | ------------------------------------------------------------- | ------------------------ | ----------------- |
| Lángarc         | Feuergesicht   | Rácz Erzsébet             | Radnóti Színház, Budapest                                     | 1999                     | Zsótér Sándor     |
| A hideg gyermek | Das kalte Kind | Veress Anna               | Krétakör Színház, Budapest                                    | 2003                     | Wulf Twiehaus     |
| Paraziták       | Parasiten      | Szakács Emese             | Napszínház (Thália Régi Stúdió), Budapest                     | 2003                     | Szakács Emese     |
| A hideg gyermek | Das kalte Kind | Veress Anna               | Marosvásárhelyi Művészeti Egyetem Szentgyörgyi István Tagozat | 2005                     | Béres Attila      |
| Haarmann        | Haarmann       | Rácz Erzsébet             | Vígszínház, Házi Színpad, Budapest                            | 2006                     | Forgács Péter     |
| Lángarc         | Feuergesicht   | Rácz Erzsébet             | Katona József Színház, Kecskemét                              | 2007                     | Hollós Gábor      |
| Paraziták       | Parasiten      |                           | Meridián42 Színház- és Filmműhely, Budapest                   | 2007                     | Kasvinszki Attila |
| A csúnya        | Der Häßliche   | Veress Anna               | Új Színház Stúdiószínpad, Budapest                            | 2008                     | Szabó Máté        |
| A csúnya        | Der Häßliche   | Veress Anna               | Marosvásárhelyi Művészeti Egyetem                             | 2009                     | Anca Bradu        |
| A csúnya        | Der Häßliche   | Veress Anna               | Szabadkai Népszínház, Jadran Színpad                          | 2012                     | Dömötör András    |
| A hideg gyermek | Das kalte Kind |                           | Ódry Színpad, Budapest                                        | 2012                     | Andrusko Marcella |
| A hideg gyermek | Das kalte Kind | Veress Anna               | Miskolci Nemzeti Színház, Játékszín                           | 2012                     | Szőcs Artúr       |
| Mártírok        | Märtyrer       | Perczel Enikő             | Katona József Színház Kamra, Budapest                         | 2013                     | Dömötör András    |
| A csúnya        | Der Häßliche   | Veress Anna               | Csiky Gergely Színház Stúdiószínpada, Kaposvár                | 2014                     | Némedi Árpád      |
| Mártírok        | Märtyrer       | Perczel Enikő             | Móricz Zsigmond Színház, Nyíregyháza                          | 2014                     | Forgács Péter     |
| Mártírok        | Märtyrer       |                           | Figura Stúdió Színház, Gyergyószentmiklós                     | 2018                     | Keresztes Attila  |
| A kő            | Der Stein      | Gál Róbert, Perczel Enikő | Pesti Színház, Budapest                                       | 2020 (csak online), 2021 | Michal Dočekal    |

## Film
Paraziták című darabjából Paraziták a Paradicsomban címmel Kasvinszki Attila rendezett filmet 2018-ban.

## Fordítás
Ez a szócikk részben vagy egészben  a   Marius von Mayenburg című angol Wikipédia-szócikk ezen változatának fordításán alapul.  Az eredeti cikk szerkesztőit annak laptörténete sorolja fel. Ez a jelzés csupán a megfogalmazás eredetét és a szerzői jogokat jelzi, nem szolgál a cikkben szereplő információk forrásmegjelöléseként.